# 14 januari
14 januari är den 14:e dagen på året i den gregorianska kalendern. Det återstår 351 dagar av året (352 under skottår).

## Återkommande bemärkelsedagar

### Helgdagar
- Uzbekistan: Fosterlandsförsvararnas dag

### Flaggdagar
- Georgien: Flaggans dag

### Minnesdagar
- USA: Ratificieringsdagen (Till minne av att Parisavtalet ratificerades denna dag 1784. Avtalet undertecknades 3 september året före)

### Övrigt
- Världslogikdagen

## Namnsdagar

### I den svenska almanackan
- Nuvarande – Felix och Felicia
- Föregående i bokstavsordning
  - Felicia – Namnet infördes på dagens datum 1986 och har funnits där sedan dess.
  - Felix – Namnet har funnits på dagens datum sedan gammalt och har inte flyttats. Ursprungligen fanns det där till minne av ett helgon från 200-talet.
  - Fritz – Namnet infördes på dagens datum 1986, men flyttades 1993 till 18 februari och 2001 till 18 juli.
- Föregående i kronologisk ordning
  - Före 1901 – Felix
  - 1901–1985 – Felix
  - 1986–1992 – Felix, Felicia och Fritz
  - 1993–2000 – Felix och Felicia
  - Från 2001 – Felix och Felicia
- Källor
  - Brylla, Eva (red.): Namnlängdsboken, Norstedts ordbok, Stockholm, 2000. ISBN 91-7227-204-X
  - af Klintberg, Bengt: Namnen i almanackan, Norstedts ordbok, Stockholm, 2001. ISBN 91-7227-292-9

### Finlandssvenska almanackan
- Nuvarande från 1929[1] – Zacharias
- I föregående revideringar[a][2]
  - inga ändringar sedan 1929

## Händelser
- 1357 – Stilleståndet i Lödöse sluts mellan den svenske kungen Magnus Eriksson och hans son Erik, som året innan har utropat sig till kung i opposition mot fadern. Kriget mellan dem avstannar därmed tillfälligt, men trots att en fred sluts mellan dem den 28 april återupptas inbördeskriget om kronan snart igen.
- 1509 – Ett unionsmöte hålls mellan Sverige och Danmark i Helsingborg. Man misslyckas dock med förhandlingarna om Kalmarunionens återupprättande.
- 1766 – Vid Fredrik V:s död efterträds han som kung av Danmark och Norge av sin son Kristian VII.
- 1814 – Freden i Kiel sluts mellan Sverige och Danmark. Danmark överlåter Norge till Sverige, i utbyte mot Svenska Pommern, men norrmännen vägrar acceptera fredsbestämmelserna och utropar den 17 maj samma år Norge till ett självständigt rike.
- 1858 – Kejsar Napoleon III av Frankrike undkommer ett attentatsförsök av Felice Orsini.
- 1907 – Ett jordskalv drabbar Jamaicas huvudstad Kingston, varvid cirka 1 000 människor omkommer.
- 1912 – Den svenske kyrkomannen Manfred Björkquist startar den så kallade pansarbåtsinsamlingen, för att allmänheten ska bekosta byggandet av en pansarbåt till den svenska flottan, då den svenska regeringen vill rusta ner och just har beslutat att ställa in byggandet av båten.
- 1925 – Radioprogrammet Barnens brevlåda börjar sändas i svensk radio med Sven Jerring (som i programmet blir känd som ”Fabror Sven”) som programledare. När programmet läggs ner 1972 är det världens äldsta radioprogram.
- 1926 – I Stockholm undertecknas en konvention angående hur tvister mellan Sverige och Danmark ska avgöras på fredlig väg.
- 1952 – Det amerikanska tv-programmet The Today Show, som blir världens första TV-morgonprogram, har premiär på tv-kanalen NBC.
- 1963 – Film- och teaterregissören Ingmar Bergman utnämns till chef för den svenska nationalscenen Dramaten i Stockholm efter att Karl Ragnar Gierow har valt att avgå.
- 1972 – Vid den danske kungen Fredrik IX:s död efterträds han på tronen av sin dotter Margrethe II, som därmed blir regerande drottning av Danmark.[3]
- 1973 – Den amerikanske rockartisten Elvis Presley ger konserten Aloha from Hawaii, som även sänds direkt via satellit. Sändningen slår rekord som den mest sedda tv-sändningen någonsin av en enskild artist, med en publik på ungefär en och en halv miljard människor över hela världen.
- 1988 – Den första hjärttransplantationen med en svensk donator genomförs vid Sahlgrenska Universitetssjukhuset i Göteborg.
- 1993 – Den polska färjan M/S Jan Heweliusz förliser på Östersjön genom att i hårt väder slå runt. Av de 63 ombordvarande omkommer 54, varav 6 svenskar.
- 2005 – Den europeiska rymdsonden Huygens landar på planeten Saturnus måne Titan, för att samla data från dess yta.
- 2007 – Den kraftiga orkanen Per sveper in över södra Sverige och blir landets kraftigaste oväder sedan orkanen Gudrun två år tidigare.
- 2011 – Tunisiens president Zayn al-Abidin Ben Ali avgår och flyr landet efter de våldsamma protester som riktas mot hans styre och som har inletts 17 december året före.
- 2024 – Den danska drottning Margrethe II abdikerar efter en 52 år regering, och efterträds hun på tronen av sin son Fredrik X.

## Födda
- 1131 – Valdemar den store, kung av Danmark
- 1741 – Benedict Arnold, amerikansk general och spion som samarbetade med britterna under amerikanska revolutionskriget
- 1749 – James Garrard, amerikansk politiker, guvernör i Kentucky
- 1773 – Nathaniel Silsbee, amerikansk politiker, senator för Massachusetts
- 1777 – William Martin Leake, brittisk arkeolog
- 1779 – Joseph Kent, amerikansk politiker, guvernör i Maryland, senator för samma delstat
- 1783 – Wilson Lumpkin, amerikansk politiker, guvernör i Georgia, senator för samma delstat
- 1794 – Erik Sjöberg, svensk poet och författare med pseudonymen Vitalis
- 1797 – Wilhelm Beer, tysk astronom
- 1815 – Johan Gustaf Malmsjö, svensk pianotillverkare
- 1818 – Zacharias Topelius, finlandssvensk författare, tidningsman och historiker
- 1831
  - Georg Viktor, tysk furste av Waldeck och Pyrmont
  - William D. Washburn, amerikansk republikansk politiker och affärsman
- 1841 – Berthe Morisot, fransk konstnär
- 1843 – Hans Forssell, svensk historiker, ämbetsman och politiker, Sveriges finansminister, ledamot av Svenska Akademien
- 1845 – Henry Petty-FitzMaurice, brittisk statsman, generalguvernör i Kanada, vicekung och generalguvernör i Indien
- 1850 – Aleksej Aleksandrovitj av Ryssland, rysk storfurste och sjömilitär
- 1855 – Morris Simmonds, tysk läkare
- 1864 – Waldemar Bülow, svensk tidningsman, politiker och humorist
- 1867 – James H. Hughes, amerikansk demokratisk politiker, senator för Delaware
- 1872 – Kerstin Hesselgren, svensk politiker och yrkesinspektris
- 1875
  - Olof Andersson i Höör, svensk skomakare och politiker
  - Felix Hamrin, svensk frisinnad politiker och grosshandlare, partiledare för Frisinnade folkpartiet, Sveriges statsminister
  - Albert Schweitzer, tysk teolog, bibelforskare, musiker, organist, läkare och missionär, mottagare av Nobels fredspris 1952
- 1883 – Nina Ricci, italiensk-fransk modedesigner
- 1892 – Martin Niemöller, tysk teolog och nazistkritiker
- 1894 – Erik Bergman, svensk skådespelare
- 1896 – John Dos Passos, amerikansk romanförfattare
- 1897 – Hasso von Manteuffel, tysk general och politiker
- 1898 – Olga Appellöf, svensk skådespelare
- 1904 – Cecil Beaton, brittisk fotograf
- 1905
  - Takeo Fukuda, japansk politiker, Japans premiärminister
  - Sven Rydell, svensk fotbollsspelare, mottagare av Svenska Dagbladets guldmedalj 1931
- 1911 – Ella Rosén, svensk skådespelare och scripta
- 1912 – Tillie Olsen, amerikansk feministisk författare
- 1915 – Irma Christenson, svensk skådespelare
- 1916 – Claes Thelander, svensk skådespelare
- 1925 – Mishima Yukio, japansk författare
- 1928
  - Lauch Faircloth, amerikansk politiker
  - Lars Forssell, svensk författare, ledamot av Svenska Akademien
- 1929 – Peter Barkworth, brittisk skådespelare
- 1931
  - Iréne Gleston, svensk skådespelare
  - Caterina Valente, tysk sångare
- 1932 – Don Garlits, amerikansk dragracingförare
- 1937 – Morihiro Hosokawa, japansk politiker, Japans premiärminister
- 1940 – Trevor Nunn, brittisk regissör
- 1941 – Faye Dunaway, amerikansk skådespelare
- 1942 – Stig Engström, svensk skådespelare
- 1943
  - Angelo Bagnasco, italiensk kardinal, ärkebiskop av Genua
  - Lena Hjelm-Wallén, svensk socialdemokratisk politiker, Sveriges utbildningsminister, utrikesminister och vice statsminister
  - Mariss Jansons, lettisk dirigent
  - Ralph Steinman, kanadensisk immunolog och cellbiolog, mottagare av Nobelpriset i fysiologi eller medicin 2011
- 1945
  - Gunilla Larsson, svensk skådespelare
  - Jacques Werup, svensk musiker, författare, scenartist och manusförfattare
- 1946 – Harold Shipman, brittisk läkare och seriemördare
- 1947 – Beverly Perdue, amerikansk demokratisk politiker, guvernör i North Carolina
- 1948 – Carl Weathers, amerikansk skådespelare
- 1962 – Michael McCaul, amerikansk republikansk politiker
- 1963 – Steven Soderbergh, amerikansk regissör
- 1965 – Sjamil Basajev, tjetjensk nationalistledare och islamist
- 1966 – Marco Hietala, finländsk musiker, basist och sångare i bandet Nightwish
- 1968 – James Todd Smith, amerikansk rappare och skådespelare med artistnamnet LL Cool J
- 1969
  - Jason Bateman, amerikansk skådespelare
  - Dave Grohl, amerikansk musiker
- 1973 – Giancarlo Fisichella, italiensk racerförare
- 1977 – Narain Karthikeyan, indisk racerförare
- 1979 – Whynter  Lamarre, kanadensisk vattenpolomålvakt
- 1980 – Peter Eggers, svensk skådespelare
- 1982 – Víctor Valdés, spansk fotbollsspelare
- 1986 – Viktor Barth-Kron, svensk journalist
- 1989 – Fransesca Sandford, brittisk musiker, medlem i gruppen S Club 8

## Avlidna
- 1742 – Edmond Halley, brittisk vetenskapsman
- 1754 – Georg Mauritz af Vasaborg, svensk greve, den siste manlige medlemmen av Vasaätten
- 1766 – Fredrik V, kung av Danmark och Norge
- 1816 – Rutger Macklean, svensk friherre, politiker och skiftesreformist
- 1867 – Jean-Auguste-Dominique Ingres, fransk målare och tecknare
- 1870 – John S. Barry, amerikansk demokratisk politiker, guvernör i Michigan
- 1890 – Robert Napier, brittisk fältmarskalk
- 1898 – Lewis Carroll, brittisk författare, matematiker, logiker och amatörfotograf, mest känd för boken Alice i Underlandet
- 1901 – Charles Hermite, fransk matematiker
- 1908 – Holger Drachmann, dansk författare
- 1909 – Arthur William à Beckett, brittisk journalist och författare
- 1920 – John Francis Dodge, amerikansk bilindustripionjär, en av grundarna av bilmärket Dodge
- 1925 – Gottfrid Billing, svensk kyrkoman och konservativ politiker, biskop i Västerås stift och i Lunds stift, ledamot av Svenska Akademien
- 1957 – Humphrey Bogart, amerikansk skådespelare
- 1959 – Eivind Berggrav, norsk biskop
- 1965 – Jeanette MacDonald, amerikansk skådespelare
- 1967 – Miklós Kállay, ungersk diplomat och politiker, Ungerns premiärminister
- 1972 – Fredrik IX, kung av Danmark
- 1974 – Östen Undén, svensk politiker, professor, universitetsrektor och universitetskansler, Sveriges utrikesminister
- 1976 – Juan D'Arienzo, kallad "El rey del compás", Argentinas främste tangoorkesterledare
- 1977
  - Peter Finch, brittisk skådespelare
  - Anaïs Nin, fransk-amerikansk författare
  - Anthony Eden, brittisk konservativ politiker, Storbritanniens utrikesminister samt premiärminister
- 1978
  - Clarence Dill, amerikansk demokratisk politiker
  - Kurt Gödel, österrikisk matematiker och logiker
- 1984
  - Ray Kroc, amerikansk affärsman, grundare av snabbmatskedjan McDonald’s
  - Paul Ben-Haim, israelisk kompositör, musikpedagog och dirigent
- 1985 – Allan Shivers, amerikansk politiker
- 1986 – Donna Reed, amerikansk skådespelare
- 1988 – Georgij Malenkov, sovjetisk politiker, ordförande i Sovjets kommunistiska parti och landets ministerpresident
- 1990 – Sten-Åke Cederhök, 76, svensk skådespelare
- 1993 – Tage Berg, 74, svensk skådespelare
- 1994 – Torsten Gustafsson, 73, svensk centerpartistisk politiker, Sveriges försvarsminister
- 1996 – Axel Wallenberg, 97, svensk skulptör
- 1999 – Aldo van Eyck, 80, nederländsk arkitekt
- 2006
  - Shelley Winters, 85, amerikansk skådespelare
  - Bobby Äikiä, 10, svensk pojke, känd för att ha blivit förnedrad och brutalt mördad av sin mor och styvfar
- 2007 – Darlene Conley, 72, amerikansk skådespelare
- 2008
  - Lento Goffi, 84, italiensk poet
  - Tommy Limby, 60, svensk längdskidåkare
- 2009
  - Wil Huygen, 86, nederländsk författare, mest känd för sina böcker om tomtar
  - Ricardo Montalbán, 88, mexikansk-amerikansk skådespelare
- 2011
  - Sun Axelsson, 75, svensk författare, kritiker och översättare
  - Trish Keenan, 42, brittisk musiker
- 2012 – Lasse Kolstad, 90, norsk skådespelare
- 2013 – Conrad Bain, 89, amerikansk skådespelare
- 2014
  - Jon Bing, 69, norsk författare och juridikprofessor
  - Juan Gelman, 83, argentinsk poet
- 2016
  - Alan Rickman, 69, brittisk skådespelare
  - Leonid Zjabotinskij, 77, sovjetisk tyngdlyftare, OS-guld 1964 och 1968